# Michael Rodríguez (voetballer)
Michael Rodríguez (Cacao (Alajuela), 30 december 1981) is een Costa Ricaanse profvoetballer die onder contract staat bij LD Alajuelense. 
Rodríguez is een verdediger en speelde zijn eerste interland op 11 februari 2006 tegen Zuid-Korea. Hij maakt deel uit van de selectie voor het WK voetbal 2006 en speelde in totaal drie interlands, waarin hij niet tot scoren kwam.
Rodríguez vertegenwoordigde zijn vaderland op de Olympische Spelen 2004 in Athene. Daar werd de olympische selectie onder leiding van bondscoach Rodrigo Kenton in de kwartfinales uitgeschakeld door de latere kampioen Argentinië (4-0). 